# 2050
2050 (дві тисячі п'ятдесятий) рік за григоріанським календарем — невисокосний рік, що почнеться в суботу. Це 2050 рік нашої ери, 50-й рік 3-го тисячоліття, 50-й рік XXI століття, 10-й рік 5-го десятиліття XXI століття, 1-й рік 2050-х років. Половина ХХІ століття

## Цілі
- До 2050 року скоротити викиди парникових газів вдвічі. Рішення прийняте на липневому саміті 2008 року Великої вісімки.

## Роковини
- 21 січня — 100-та річниця від дня смерті Джорджа Орвелла, англійського письменника
- 5 березня — 100-та річниця від дня смерті  Романа Шухевича, командира УПА

## Комп'ютерні ігри
- Рік, у якому закінчується розвиток історії в низці ігор із серії Цивілізацій Сід Меєра:
  - Цивілізація 3 (2001) та її аддонів: Граючи Світом (2002), Завоювання (2003).
  - Цивілізація 4 (2005) та її аддонів: Військові вожді (2006), На вістрі меча (2007).
- У 2050 році розгортаються події у відеогрі Maelstrom[en] (2007).

| Рік:         | 2040 · 2041 · 2042 · 2043 · 2044 · 2045 · 2046 · 2047 · 2048 · 2049 · 2050 · 2051 · 2052 · 2053 · 2054 · 2055 · 2056 · 2057 · 2058 · 2059 · 2060    |
| Десятиліття: | 1970-ті · 1980-ті · 1990-ті · 2000-ні · 2010-ті · 2020-ті · 2030-ті · 2040-ві · 2050-ті · 2060-ті · 2070-ті · 2080-ті · 2090-ті · 2100-ті · 2110-ті |
| Століття:    | XI · XII · XIII · XIV · XV · XVI · XVII · XVIII · XIX · XX · XXI · XXII · XXIII · XXIV · XXV · XXVI · XXVII · XXVIII · XXIX · XXX · XXXI            |
| Тисячоліття: | 3-тє до н. е. · 2-ге до н. е. · 1-ше до н. е. · 1-ше · 2-ге · 3-тє · 4-те · 5-те · 6-те · 7-ме · 8-ме                                               |